# 박준배 (정치인)
박준배(朴俊培, 1956년 1월 5일 ~ )은 대한민국의 정치인이다. 제13대 전라북도 김제시장을 역임했다.

## 학력
- 김제동초등학교 졸업
- 김제중학교 졸업
- 전주고등학교 졸업
- 전북대학교 행정대학원 행정학 박사

## 경력
- 전라북도청 새만금개발국장
- 새만금군산경제자유구역청 산업본부장
- 전주대학교 경제학과 객원교수
- 더불어민주당 전라북도당 김제시/부안군 지역위원회 지방자치위원장
- 2018.07 ~ 2022.06 제13대 민선 7기 전라북도 김제시장(초선, 더불어민주당)

## 역대 선거 결과
|  | 44.11% |

|  | 66.72% |

| 전임 이건식 (권한대행)이후천 | 제13대 전라북도 김제시장(민선) 2018년 7월 1일 ~ 2022년 6월 30일 | 후임 정성주 |